# 越南足球乙级联赛
越南足球乙级联赛，是越南足球联赛的第3级别，为一个半职业联赛。参赛球队共18队，包含职业俱乐部和半职业俱乐部。18支球队按照地理位置分为3组，每组6队。初赛阶段采用主客场循环赛制。每个组的冠军以及积分最高的亚军，共4队参加最后的决赛。决赛冠亚军升入越南足球甲级联赛。积分最低的1只球队降入丙级联赛。

## 參賽球隊
- 平順
- 人民公安
- 峴港青年隊
- 嘉定
- 胡志明市B隊
- 昆嵩
- 林同
- 南定B隊
- 富東
- 同奈
- PVF越南
- 前江
- 趙明
- 永隆
- 富壽